# Turdaș
Turdaș é uma comuna romena localizada no distrito de Hunedoara, na região histórica da Transilvânia. A comuna possui uma área de 32.78 km² e sua população era de 1952 habitantes segundo o censo de 2007.